# Cycloptiloides
Cycloptiloides is een geslacht van rechtvleugeligen uit de familie Mogoplistidae. De wetenschappelijke naam van dit geslacht is voor het eerst geldig gepubliceerd in 1910 door Sjöstedt.

## Soorten
Het geslacht Cycloptiloides omvat de volgende soorten:
- Cycloptiloides americanus Saussure, 1874
- Cycloptiloides australis Chopard, 1962
- Cycloptiloides canariensis Bolívar, 1914
- Cycloptiloides chatanayi Chopard, 1917
- Cycloptiloides lamottei Chopard, 1954
- Cycloptiloides lobicauda Ingrisch, 2006
- Cycloptiloides longipes Ueshima & Sugimoto, 2001
- Cycloptiloides meruensis Sjöstedt, 1910
- Cycloptiloides orientalis Chopard, 1925
- Cycloptiloides pakchong Ingrisch, 2006
- Cycloptiloides pui Ingrisch, 2006
- Cycloptiloides riveti Chopard, 1913
- Cycloptiloides timah Ingrisch, 2006